# Krypdraba
Krypdraba (Draba sibirica) är en korsblommig växtart som först beskrevs av Pall., och fick sitt nu gällande namn av Albert Thellung. Enligt Catalogue of Life ingår Krypdraba i släktet drabor och familjen korsblommiga växter, men enligt Dyntaxa är tillhörigheten istället släktet drabor och familjen korsblommiga växter. Arten förekommer tillfälligt i Sverige, men reproducerar sig inte. Inga underarter finns listade i Catalogue of Life.